# Carlo Parmeggiani (scultore)

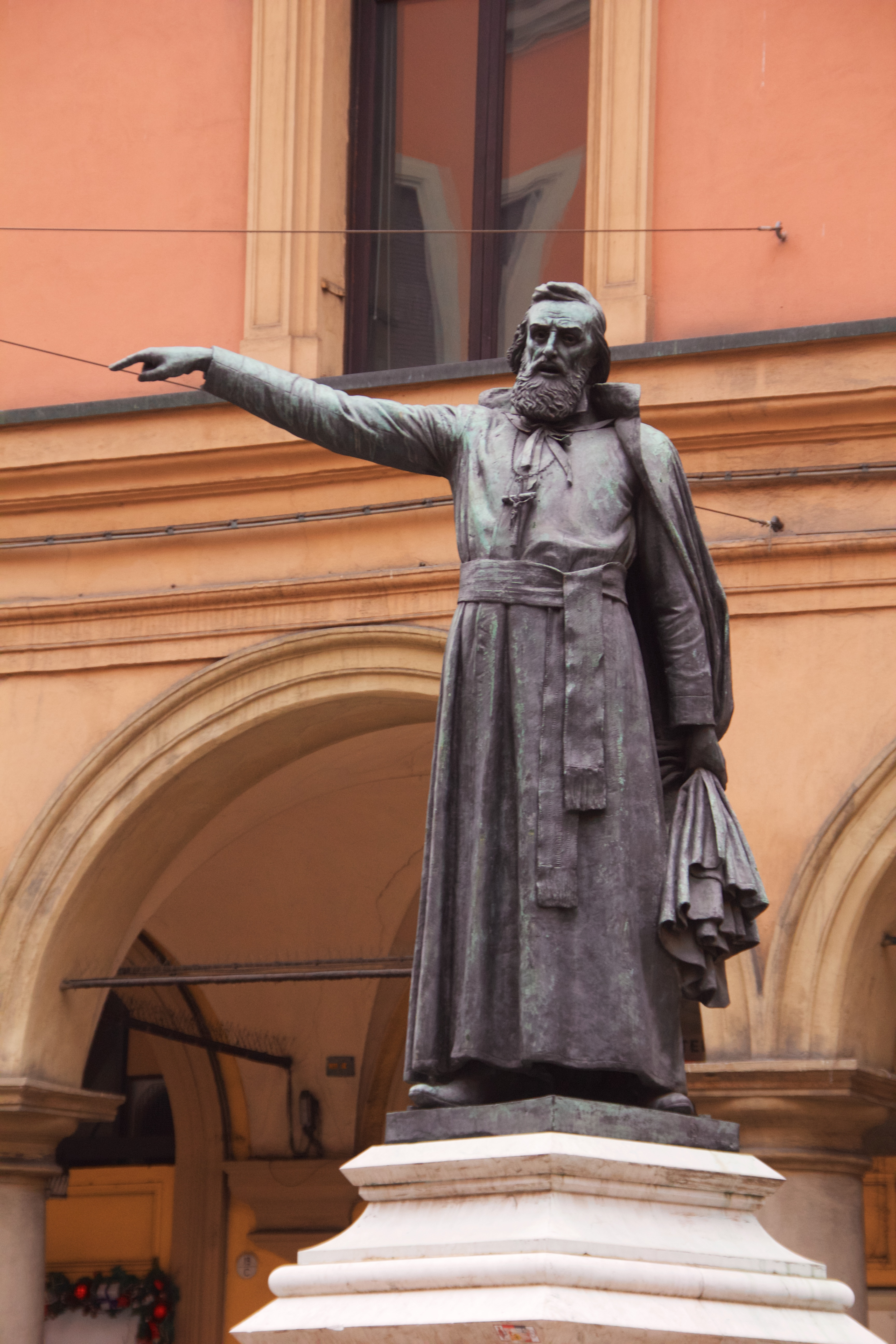
Monumento a Ugo Bassi, Bologna, 1882

Carlo Parmeggiani (Bologna, 1850 – Bologna, 1918) è stato uno scultore italiano, noto per le opere di genere e i monumenti funebri.

## Biografia
Carlo Parmeggiani frequenta l'Accademia di Belle Arti di Bologna tra 1871 e 1876, avvicinandosi alla pittura sotto la guida di Antonio Puccinelli, ma segue contemporaneamente i corsi di incisione su legno della scuola del prof. Ratti. Infine segue la sua inclinazione per la scultura dove ottiene ottimi risultati.
Espone per la prima volta a Torino nel 1873.
Nel 1893 figura tra i soci fondatori dell'Associazione artistica bolognese Francesco Francia

## Opere
- Busto della Lalage oraziana - primi saggi accademici
- Fior di Gaggia - esposto presso la Società Promotrice di Bologna del 1881
- Spazzacamino - esposto presso la Società Promotrice di Bologna del 1881
- Ritratto di Vico Sanguinetti - esposto a Venezia nel 1881
- Cipria  - bozzetto esposto a Venezia
- Fuliggine - bozzetto esposto a Venezia
- Noli me Tangere - esposto a Roma nel 1883
- Mademoiselle Anget - esposto a Roma nel 1883
- Nonna Teresa - terracotta esposta a Brera nel 1885
- Livia - terracotta esposta a Brera nel 1885
- Nonnina - terracotta esposta a Brera nel 1885
- Nerone e Locusta  - rilievo in marmo -  nel 1885 ottiene il premio Curlandese dell'Accademia di Belle Arti di Bologna. E' conservato presso la Galleria d'Arte Moderna di Bologna.
- Ugo Bassi - statua in bronzo del 1888
- Luisa Sanguinetti - busto del 1888
- Gaudium - busto del 1888

In occasione dell'Esposizione Emiliana del 1888, oltre al busto in bronzo Livia, gli furono commissionati le due Glorie in bassorilievo, poste sull'arco di accesso al padiglione delle Belle Arti. 

### Cimitero monumentale della Certosa di Bologna

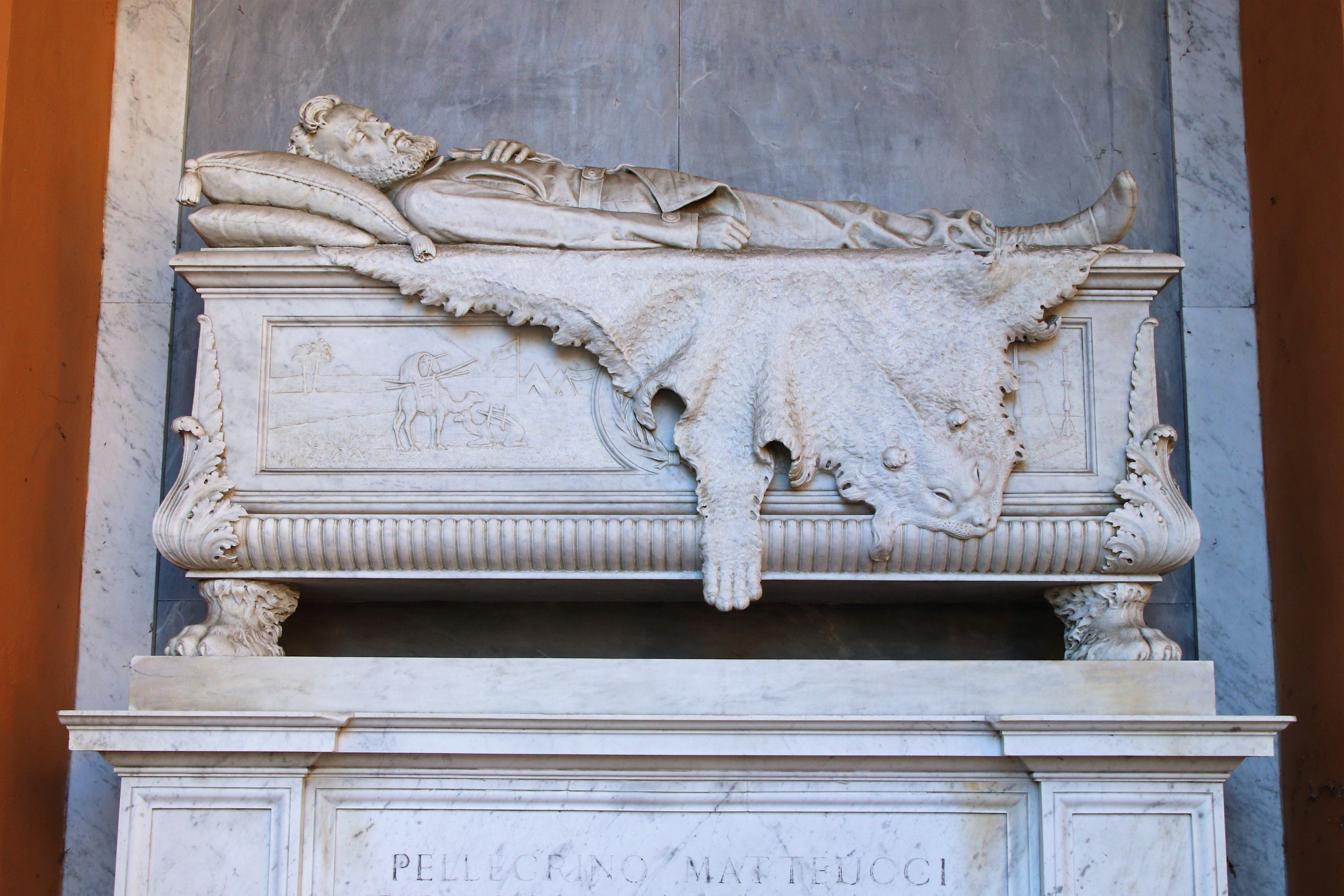
Dettaglio del monumento a Pellegrino Matteucci.

- Monumento a Pellegrino Matteucci - 1882
- Stele della famiglia di Tito Azzolini, dove rappresenta l'Allegoria dell'Architettura
- Dolente  - marmo della tomba Bonazzi.
- Ritratto del poeta Severino Ferrari - 1907
- Ritratto di Francesco Rizzoli  - 1884

## Esposizioni
- 1873: Promotrice di belle arti, Torino
- 1881: mostra di Venezia
- 1883: mostra di Roma
- 1888: Grande esposizione emiliana, Bologna